# Вассербург (Бодензе)
Вассербург (нем. Wasserburg) — община в Германии, в земле Бавария.
Подчиняется административному округу Швабия. Входит в состав района Линдау-Бодензее. Население составляет 3480 человек (на 31 декабря 2010 года). Занимает площадь 6,34 км².

## История
Вассербург (буквально — «Замок на воде») был основан в 784 году. В то время он располагался на острове и принадлежал Монастырю Святого Галла. Спустя шестьсот лет, замок перешёл под власть графов фон Монфорт, которые, в свою очередь, продали его Фуггерам в 1592 году. В начале XVIII века остров был соединён с материком.
В 1755 году Фуггеры передали Вассербург во владение Габсбургам, в счёт своих прежних долгов. На протяжении полувека замок являлся частью Австрии. В 1806 году Наполеон Бонапарт передал его королевству Бавария.
В 1872 году у замка был построен пароходный причал; первая железнодорожная станция открылась в 1899 году, а в 1911—1912 гг. было проведено электричество.

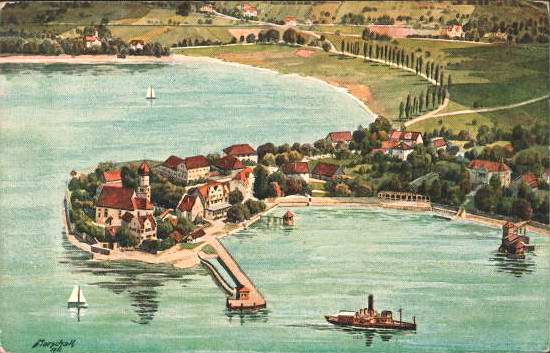
Вассербург (Бодензее)